# Ego Trip
Ego Trip – hiphopowy magazyn, wydawany w Nowym Jorku w latach 1994–1998. W 1999 roku jego redaktorzy wydali też Ego Trip – książkę o rapie, która 5 lat później doczekała się też polskiego wydania (wyd. Kagra, 2004). 

## Historia projektu
W latach 1994–1998 ukazało się 13 numerów. Choć treść pisma dotyczyła głównie kultury hip-hop, wiele miejsca poświęcono artystom innych "undergroundowych" scen, w tym rocka niezależnego. Na okładkach Ego Trip pojawili się następujący wykonawcy: 
- Vol. 1, Wydanie 1 (1994): Nas
- Vol. 1, Wydanie 2: Method Man
- Vol. 1, Wydanie 3: Smif-n-Wessun
- Vol. 2, Wydanie 1 (1995): Eazy-E
- Vol. 2, Wydanie 2: Cypress Hill
- Vol. 2, Wydanie 3: KRS-One
- Vol. 2, Wydanie 4: A Tribe Called Quest, De La Soul, Large Professor
- Vol. 2, Wydanie 5: Wu-Tang/Ghostface Killah
- Vol. 2, Wydanie 6: Redman
- Vol. 3, Wydanie 1 (1997): Biggie Smalls
- Vol. 3, Wydanie 2: Rakim
- Vol. 3, Wydanie 3: Gang Starr
- Vol. 4, Wydanie 1 (1998): Def Squad

Po zamknięciu magazynu w 1998 roku, jego redaktorzy – Jenkins, Wilson, Mao, Alvarez i Rollins udzielali się w programach telewizyjnych, wydali składankę The Big Playback (Priority Records, 2000) oraz książki: Ego Trip's Big Books of Rap Lists (St. Martin's Press, 1999) i Ego Trip's Big Book of Racism (Regan Books, 2002). Pierwsza z nich ukazała się po polsku w 2004 roku jako Ego Trip - książka o rapie. Jej polskie wydanie opóźniło się o 2 lata z powodu zamachu 11 września 2001 na World Trade Center, w pobliżu którego siedzibę miał amerykański wydawca książki. Dzięki znakomitemu tłumaczeniu, Ego Trip nawet w Polsce ma opinię "najśmieszniejszej książki o rapie", bo poświęcona jest głównie ciekawostkom w formie list (np 16 kawałków o dzieciach, raperów, którzy przeżyli strzelaninę, najważniejsze rymy o biuście, teksty przeciwko gejom, czy najlepsze rymy na cześć Brooklynu). Oprócz zabawnych historii, pod koniec książki umieszczono obszerne listy najlepszych hiphopowych albumów i singli z lat 1979–1998.

## Spis treści
- Dziękówa
- Przedmowa Teda Bawno
- Podstawy
- Słowa
- DJ-e
- Produkcja
- LIVE!
- Nazwy
- Radio
- Taniec
- Klany, Rodziny, Załogi, Ekipy
- Stoi Napisane
- Wytwórnie
- Sztuka
- Film
- Kasa
- Sport
- Moda
- Hip Hop, Blanty I Numery
- Wojna
- Prawdziwe Słowa
- Rasa
- Nagrody
- Bonusy
- Lista Przebojów
- Małpia Akademia
- 10 Powodów, Dla Których Rap Nigdy Się Nie Skończy